# Ndogpassi
Ndogpassi est un village et un quartier situé dans le 3e arrondissement de la ville de Douala. Le quartier abrite l’unité de production de gaz naturel de Logbaba-Nodgpassi.

## Géographie
Le village Ndogpassi appartient au Canton Bassa. les quartiers limitrophes de Ndogpassi sont Logbaba, Nyalla, Nylon et Yassa. Le village Ndogpassi est divisé en trois secteurs : Ndogpassi I, Ndogpassi II et Ndogpassi III. 
Le village Ndogpassi I dépose d'une chefferie de 3e dégré. 

## Economie

### Centrale à gaz de Logbaba-Ndogpassi
La centrale de production de gaz de Logababa-Ndogpassi a été inaugurée le 15 novembre 2013, par le chef de l'Etat camerounais Paul Biya en présence du Haut-commissaire du Royaume-Uni de Grande- Bretagne et d’Irlande du Nord au Cameroun entre autres. La construction de cette usine  a coûté 100 millions de dollars US.

### Marché de Ndogpassi
La plus grande infrastructure économique de Ndogpassi est le marché Ndogpassi. C'est par ailleurs  l’un des plus grands espaces de commerce de la ville de Douala. Le marché s'etend sur une superficie de 12 376 m2. Le coût de construction des boutiques a été estimée à 6 milliards de FCFA.
La construction du marché a démarré en septembre 2015. Initiatialement programmée pour deux années, la livraison des travaux a été plusieurs fois reportée. Le marché a été inuagurée.
En Janvier 2022, l'éxécutif communal organise une  campagne de libérer les trottoirs occupés par les commerces.  Lors de cette opération, une cinquantaine de commerces sont incendiés.
En mars 2025, un incendie ravage une vingtaine de boutiques dans le marché .

## Education
- Lycée De Ndogpassi
- Collège CPLAN
- Bibliothèque Djaïli Amadou Amal à Douala.

## Culte
- Paroisse Catholique Sainte Famille de Ndogpassi III
- Église catholique Saint Nicolas

## Santé
- Hopital Notre Dame De La Misericorde